# قائمة شخصيات مانغا كاغويا-ساما: الحب حرب

ملصق للأنمي يظهر شخصية كاغويا شينوميا، وشخصية ميوكي شيروغاني.

سلسلة مانغا «كاغويا ساما: الحب حرب» من تأليف ورسوم أكا أكاساكا [الإنجليزية] تضم مجموعة واسعة من الشخصيات في بيئة مدرسة ثانوية للنخبة تدعى "أكاديمية شوتشيين"، تدور القصة بشكل خاص حول رئيس مجلس الطلبة «ميوكي شيروغاني» ومساعدته «كاغويا شينوميا» واللذان يخطط كل منهما لجعل الآخر يعترف بحبه أولاً لأن فخرهما يقف حائلاً دون أن يبادر أحدهما لذلك، ومن الشخصيات الأساسية أيضاً «تشيكا فوجيوارا» سكرتيرة المجلس و«يو إيشيغامي» أمين الصندوق، بالإضافة إلى شخصيات أخرى محيطة بهما.

## شخصيات أساسية

### كاغويا شينوميا
كاغويا شينوميا (四宮 かぐや، Shinomiya Kaguya)
أداء صوتي: آوي كوغا
بطلة القصة الأساسية، هي نائب رئيس مجلس الطلبة في أكاديمية شوتشيين، معروفة بجمالها وذكائها وثروتها لأنها ابنة لعائلة تملك أكبر تكتل شركات في اليابان،ف: 1 ولكونها ولدت في أسرة من طبقة إجتماعية مرتفعة، أسلوب تربيتها جعلها ذات كبرياء وفخر وبرود وحرص بالتعامل، لكن خلف هذا هي فتاة بريئة ولطيفة مرهفة القلب، وضعها الإجتماعي يسبب لها معاناة عاطفية بسبب الوحدة والعزلة، وبالرغم من ذكائها وقدراتها إلا أنها لا تجيد استخدام التكنولوجيا الرقمية ووسائل التواصل الإجتماعي (متفوقة في استخدام الآلات التناظرية القديمة مثل الآلة الطابعة)، بالإضافة إلى كونها جاهلة بما يتعلق بالرومانسية والحب، لابد من تعليمها كيف تستخدم الموضة وأنوثتها لصالحها، عادة ما تقوم بالتخطيط بشكل مسبق لتضع الظروف في صالحها وتجبر ميوكي على أن يعترف لها بحبه بشكل مباشر أو غير مباشر، بغض النظر عن عملها في مجلس الطلبة فهي عضوة في نادي الرماية.ف: 28
ذكر المؤلف أنه صمم شخصية كاغويا لتكون مثل الأميرة كاغويا من قصة حكاية حطاب الخيزران في أن كلتاهما أميرات في البداية لكن يظهر لديهما جانب أعمق في شخصيتهما لاحقاً، كما جعل المؤلف شخصية كاغويا وميوكي متشابهان في البداية بشعورهما بالفخر وقدرتهما على التفكير، لكن يُكشف تدريجياً عن كونهما «ساذجان» من الداخل، لاحقاً تتباعد الشخصيات في ميولها لتصبح كاغويا أكثر شبهاً بـ«فتاة سيئة»، وقال المؤلف أيضاً في حين أنه يكشف عن جانب مظلم في شخصيتها إلا أنه لا يريد أن يكرهها الناس لذا يحاول الحفاظ على توازن المشاعر الإيجابية والسلبية.

### ميوكي شيروغاني
ميوكي شيروغاني (白銀 御行، Shirogane Miyuki)
أداء صوتي: ماكوتو فوروكاوا
ميوكي يشغل منصب رئيس مجلس طلبة أكاديمية شوتشيين،ف: 1 مشهور بأنه الطلب الأول في المدرسة كما حصل على المركز الثاني في الإختبارات الوطنية بين كافة المدارس، يعود هذا إلى أنه يدرس طول الوقت وقليلاً ما يرتاح ما يجعل منظر شعره فوضوي دائما وتحت عيونه هالات سوداء،ف: 4 مثل كاغويا هو عديم الخبرة فيما يتعلق بالروماسية والعلاقات، كما يجد صعوبة في الدروس التي تتضمن تمارين رياضية، كما ولديه خوف من الحشرات خاصة الصراصير،ف: 7, 15 لأن والده كان مالك مصنع سابقاً وعاطل عن العمل،ف: 83 ووالدته التي تركت الأسرة عندما كان ميوكي طفلاً لا تقدم لهم دعم، يذهب للعمل مع شقيقته الصغرى «كيه» في وظائف بدوام جزئي لتغطية مصاريفهم، دائماً ما يتخيل كاغويا تنظر إليه بإحتقار وتقول "كم هذا لطيف" (お可愛いこと Okawaii koto) لهذا لا يبوح بمشاعره خوفاً من الرفض بهذه الطريقة.
ذكر المؤلف أنه أراد تسميته في البداية «ميكادو» على اسم الإمبراطور في حكاية حطاب الخيزران، لكنه وجد نفسه يميل أكثر لإسم شخصية «أوتومو نو ميوكي» من القصة، أظهر ميوكي في البداية وكأنه توأم كاغويا بالشخصية، ثم يتطور إلى نمط «فتى طيب» يحب أن يظهره بمظهر الهادئ الرزين لكنه عقله سيكون في سباق.

### تشيكا فوجيوارا
تشيكا فوجيوارا (藤原 千花، Fujiwara Chika)
أداء صوتي: كونومي كوهارا
تشيكا تعمل في منصب سكرتيرة مجلس الطلبة في الأكاديمية، فتاة يافعة شاحبه البشرة بشعر فضي (وردي فاتح في الأنمي) طوله إلى الكتف ورتدي ربطة سوداء وسط جبهتها، ثرية وإبنة عائلة دبلوماسية تعمل في الخارجية، إلا أنها بريئة وبلهاء غالباً ما تؤدي تصرفاتها العفوية إلى إحباط خطط كاغويا، صديقة كاغويا المقربة منذ المدرسة المتوسطة لكن لا تظهر علاقتهما بوضوح بسبب شخصية كاغويا.

### يو إيشيغامي
يو إيشيغامي (石上 優، Ishigami Yū)
أداء صوتي: ريوتا سوزوكي [الإنجليزية]
يو يعمل في مجلس الطلبة كأمين الصندوق، أصغر من باقي أعضاء المجلس بعام،ف: 24 شعره داكن يغطي إحدى عينيه مما يوحي بمظهر إيمو، الإبن الثاني لصاحب مصنع دمى صغير، يلتحق بالمدرسة لأن والده يجبره على ذلك، كان يتغيب عن المدرسة حتى وظفه ميوكي في مجلس الطلبة، يحتفظ بعزلته يرتدي سماعات رأس دائماً وهو يلعب بألعاب الفيديو خارج نطاق العمل، مع ذلك يراقب الناس بشدة ويلاحظ الأشياء التي لا يرغب الآخرون بإظهارها، مما يجعله يواجه المشاكل في بعض الأحيان بسبب هذا،ف: 28, ملف تعريفي يخاف من كاغويا بشدة ويخشى أن تقوم بقتله بسبب نظراتها وتعليقاتها نحوه التي توحي بالتهديد،م:  3 عادة ما تقوم تشيكا بضربه أيضاً بسبب تعليقاته غير اللائقة. بإستمرار القصة يصبح يو أكثر إنفتاحاً خاصة مع كاغويا التي تبدأ بالإستمتاع بوجوده كطالب أصغر، ويظهر بأنه صادق جداً ومخلص بالتعامل لدرجة تجعله يضر بسمعته لينقذ آخرين من الأذى، يظهر في ماضيه أنه حاول حماية زميلة له من صديقها السيء، لتقوم بتجاهله هي وباقي الطلاب مما يجعله يترك المدرسة حتى يتحرى ميوكي قصته ويعيده ليعمل في مجلس الطلبة، بعد أن يتغلب على الصدمة التي تعرض لها يبدأ بالتقدم ثم يعجب بتسوبامي،ف: 85-90 معاونة رئيس نادي المشجعين الذي إنضم إليه عشوائياً، وخلال مهرجان في المدرسة يقدم هدية لتسوبامي على شكل قلب غير مدرك أنها تدل على الإعتراف، بالرغم من أن تسوبامي تقوم برفضه إلا انه يصمم على أن يحسن من نفسه حتى يجعلها تحبه.ف: 155–156
قال أكاساكا أنه صمم شخصية يو بحيث لا تتداخل مع علاقة كاغويا وميوكي وتشيكا، واصفاً إياه بأنه قليل الكلام والحضور ويمكن أن يأتي ويغيب في أي وقت مما يجعله مفيداً كدعابة فعالة [الإنجليزية]، وعندما تم سؤاله عمّا إذا كان يو يشبه إحدى شخصيات المؤلف، قال أن يو يشبهه في المشاعر السلبية، كما أن أكاساكا كان معجباً بطالبة أكبر منه في المدرسة أيضاً.

### ميكو إينو
ميكو إينو (伊井野 ミコ، Iino Miko)
أداء صوتي: ميو توميتا
ميكو هي طالبة في السنة الأولى في المدرسة الثانوية وزميلة يو، عضوة في لجنة الإنضباط في المدرسة، ظهرت أول مرة بعد أن أنهى رئيس مجلس الطلبة ميوكي سنته الدراسية الأولى، حيث تقدمت كمرشحة منافسة لمنصب رئاسة مجلس الطلبة في دورته التالية، ترغب بفرض قوانين أكثر صرامة وتنظيماً للطلاب مثل منع العلاقات وإجبار الطالبات على إرتداء تنورات طويلة وتخفيف تجمعات الطلاب، على الرغم من كونها صريحة جداً وأرائها قوية إلا أنها خجولة للغاية وتخشى التكلم أمام الجمهور، لم تكن قادرة على التعبير عن رأيها في خطاب الترشيح إلا عندما بادر ميوكي وغيّر الخطاب إلى محادثة ونقاش فردي بينه وبينها، حصلت على عدد كبير من الأصوات إلا أنها خسرت في الإنتخابات، ثم إنضمت إلى مجلس الطلبة كمدققة حسابات مالية.م:  7
تنتمي ميكو إلى عائلة من القانونيين والمحامين الماهرين، في الدراسة هي الأولى على فصلها، معجبة بتشيكا لمهارتها بالعزف على البيانو، لكنها تكره يو لأنه كسول ولايأخذ واجباته على المحمل الجد، تفكر أحيانا بأن ميوكي وكاغويا مستهتران للغاية أو شريران ساديان لأنها تصادفهم غالباً في مواقف رومانسية غير مناسبة،م:  7 تتعزز ثقتها بنفسها وتدعم يو في سعيه خلف تسوبامي،ف: 95 لكنها تدرك أنها تملك مشاعر تجاهه.ف: 190
صمم أكاساكا شخصية ميكو لتكون متناقضة، فهي ظهرت على أنها عضوة جادة في لجة الإنضباط إلا أنها بذيئة في الداخل، أو انها طالبة شرف جادة لكن تنهار بسهولة عندما يكون فتى لطيفاً معها، كانت شخصيتها مفيدة لإنهاء الفصل عندما تدخل إلى مجلس الطلبة وترى مواقف محرجة.

### آي هاياساكا
آي هاياساكا (早坂 愛، Hayasaka Ai)
أداء صوتي: يوميري هاناموري
مساعدة كاغويا الشخصية وصديقة طفولتها، والدها هو الأب الروحي لكاغويا، ووالدتها مرضعة كاغويا، نشأتا معاً حتى سن الثانية عندما أخذت كاغويا للعيش في منزل عائلة شينوميا الرئيسي، في سن السابعة تم لم شملهم بشكل رسمي تحت علاقة سيدة/خادمة،م:  2, ف: 29 ملف تعريفي عائلتها تخدم أسرة شينوميا منذ أجيال، عندما يتطور أحدهم ليواكب أفراد شينوميا يتم إعتبارهم فرد من عائلة شينوميا إعترافاً بنسبهم الرفيع،ف: 19 لديها شعر أشقر وعيون زرقاء،ف: 29 ملف تعريفي تتصرف في المدرسة كفتاة عصرية بتنورة قصيرة وياقة مفتوحة وأظافر مزخرفة وإكسسوارات فاخرة،ف: 25, 29 تحافظ على علاقتها بكاغويا سرية عن ميوكي وتشيكا،ف: 35,ح:  9 عندما يزور ميوكي منزل كاغويا تتنكر كخادمة أجنبية باسم "سميثي أ هيرثاكا" (スミシー・A・ハーサカ Sumishī A Hāsaka) التي ترتاد مدرسة للبنات فقط وتغازل ميوكي،ف: 58 وأثناء زيارة تشيكا تتنكر كخادم ذكر، آي أكثر وعياً من كاغويا وأكثر تحسباً في بعض الأحيان، لكنها حساسة للغاية لأنها تتوق إلى حياة مدرسة عادية والحصول على صديق، مما يجعلها تغيض كاغويا مراراً،ف: 42 لاحقاً كشفت لميوكي عن هويتها الحقيقة واصبحت صديقة له، تضايق كاغويا بإخبارها أن الصداقة هي الخطوة الأولى نحو العلاقة الرومانسية،ف: 108 تتطور وتترك مهمتها في خدمة كاغويا وتكشف أنها كانت تعمل مع شقيق كاغويا كل تلك السنوات في مراقبتها، وعندما تسامحها كاغويا، تعود إلى المدرسة ويصبح تفاعلهما على قدم المساواة.ف: 179–187
ذكر أكاساكا أنه صمم شخصية آي بقصد جعلها صديقة ميوكي من البداية، قال عنها بأنها غامضة وأنه قد يبرز «شخصيتها الحقيقية» لاحقاً، لم يقصد بهذا جعلها بطلة القصة لكن بعض القراء يفكرون بها بهذا الشكل فعلاً.

## شخصيات ثانوية

### ناغيسا كاشيواغي
ناغيسا كاشيواغي (柏木 渚، Kashiwagi Nagisa)
أداء صوتي: مومو أساكورا
ناغيسا هي زميلة فصل كاغويا، تطلب من كاغويا أحياناً إعطائها نصائح في علاقتها الرومانسية،ف: 16, 48 شعرها داكن اللون وقصير، ترتدي دبوس شعر مزدوج على جانب واحد من شعرها، في بداية السلسلة إعترف لها أحد الطلاب لينتهي بها الأمر بالموافقة،ف: 6 ابنة عائلة ثرية تعمل في صناعة السفن، في المدرسة هي من بين الطلاب العشرة الأوائل،ف: 30 تشك في أن كاغويا وميوكي يحبان بعضهما،ف: 52 تظهر العديد من سلوكيات الحبيبة تجاه حبيبها مثل التحدث كثيراً أو مزاجية كبيرة والغيرة، حتى انها تقوم بتوظيف شخص ليتجسس عليه لمعرفة إذا كان على علاقة غرامية أخرى،ف: 76, 96 هي إحدى الأشخاص القلائل الذين تثق بهم كاغويا عندما تواجه مشكلات رومانسية والعكس صحيح أيضاً.

### تسوباسا تانوما
تسوباسا تانوما (田沼 翼، Tanuma Tsubasa)
أداء صوتي: تاكو ياشيرو.
يُعرف في البداية باسم "حبيب كاشيواغي" (柏木の彼氏، Kashiwagi no kareshi)، زميل ميوكي في المدرسة دائماً ما يستشيره لطلب نصائح حول الحبف: 180 في بداية السلسلة ينصحه ميوكي أن يعترف بحبه بشجاعة لكاشيواغي، ليفعل ويصبح حبيب كاشيواغي، ابن مدير مستشفى، جهله بمشاركة تفاصيل علاقته الناجحة يزعج أفراد مجلس الطلبة.ف: 48

### ماكي شيجو
ماكي شيجو (四条 眞妃، Shijō Maki)
أداء صوتي: كانا إيتشينوسي
ماكي هي صديقة ناغيسا المقربة وزميلتها في الصف، تشعر بالغيرة سراً من علاقة ناغيسا بحبيبها لأنها كانت تحبه أيضاً لكنها لم تتمكن من الأعتراف له من قبل، ظهرت في بداية السلسلةف: 6 ولكن بإستمرار القصة تظهر فقط بالخلفية وهي تلاحق ناغيسا وتسوباسا بنظرة مضطربة على وجهها،ف:61 بصفتها من عائلة متفرعة عن عشيرة شينوميا فهي على قرابة بعيدة بكاغويا لذا عادة ما تشير إلى كاغويا باسم «العمة» وهو ما يثير إستياء كاغويا كثيراً، برود التعامل بينهما وبين كاغويا يرجع إلى التوترات بين الأسرة الرئيسية والعائلة الفرعية،ف: 98 لاحظ ميوكي أنها تسونديري أيضاً (باردة من الخارج لكنها حنونة من الداخل) مشابهة لكاغويا،ف: 98 تقول عن يو وميوكي بأنهما أصدقائها لدعمهم لها في علاج مشكلتها الرومانسية الفاشلة،ف: 109 وهذا يرعب كاغويا لأنه يعني أن هناك فتاة أخرى مقربة من ميوكي، بالرغم من ذلك تتحسن علاقتها مع كاغويا بمرور الوقت.

### كيه شيروغاني
كيه شيروغاني (白銀 圭، Shirogane Kei)
أداء صوتي: سايومي سوزوشيرو [الإنجليزية]
كيه هي شقيقة ميوكي الصغرى وتشغل منصب أمينة صندوق مجلس طلبة المدرسة المتوسطة في أكاديمية شوتشيين، كاغويا معجبة بها لأنها تشبه ميوكي إلى حد كبير لكنها أكثر جدية منه، ترى أن التواجد معها يشبه التواجد مع ميوكي،ف: 39, 52 متمردة عندما تتعامل مع شقيقها وتراه مزعج وقديم الطراز، لكنها تهتم به وبكيف يبدو منظره أمام زملائه في المدرسة، ولأنها زميلة مويها شقيقة تشيكا فهي على علاقة جيدة مع أسرة فوجيوارا، لا تتفاعل كثيراً مع كاغويا لكنها تحاول أن تتعرف عليها بشكل أكبر وتُسعد عندما تحقق تقدم.ف: 52.

### الأب شيروغاني
الأب شيروغاني (白銀 父، Shirogane Chichi)
أداء صوتي: تاكيهيتو كوياسو
مالك مصنع سابقاً ووالد ميوكي وكيه، عاطل عن العمل يميل إلى السخرية والإستهزاء مع الحفاظ على تعابيره جادة، يقضي أغلب وقته بتقديم نصائح لأبنائه، لاحقاً يستثمر ذلك لينجح في إدارة بث على الإنترنت،ف: 83 منفصل عن والدة ميوكي وكيه التي تركت الأسرة منذ عدة سنوات بعد إغلاق مصنعه، لكنه رفض التوقيع على أوراق الطلاق.ف: 83

### مويها فوجيوارا
مويها فوجيوارا (藤原 萌葉، Fujiwara Moeha)
أداء صوتي: أري أوزاوا
شقيقة تشيكا الصغرى، معاونة رئيس مجلس الطلبة المدرسة المتوسطة في أكاديمية شوتشيين وزميلة كيه،ف: 39, 52 معجبة بميوكي أيضاً وتأمل أن تعترف له يوماً ما، لديها عادة بطرح أفكار مظلمة وسلبية مما يزعج كاغويا كثيراً.ف: 52

### كوباتشي أوساراغي
كوباتشي أوساراغي (大仏 こばち، Osaragi Kobachi)
أداء صوتي: رينا هيداكا
كوباتشي هي زميلة ميكو وعضوة في لجنة الإنضباط،ف: 85 تعتني بميكو منذ أكثر من 10 سنوات بسبب طبيعة ميكو الساذجة،ف: 103 لاحقاً تبدأ بمواعدة رئيس نادي المشجعين لكنها تنفصل عنه في النهاية،ف: 122 والداها من مشاهير التلفزيون وكانت في طريقها لتصبح نجمة من الطفولة قبل أن تعصف فضيحة بعائلتها وتبتعد عن الأضواء منذ المدرسة المتوسطة.ف: 192

### تسوبامي كوياسو
تسوبامي كوياسو (子安 つばめ، Koyasu Tsubame)
أداء صوتي: هاروكا فوكوهارا
طالبة في السنة الثالثة في الثانوية، لاعبة جمباز إيقاعي ومعاونة رئيس نادي التشجيع، تحظى بشعبية كبيرة، دائماً ما تشجع يو في أنشطة التدريب، إبنه صاحب مطعم وساقي حانة،ف: 154 يعترف لها يو عن غير قصد مما أدى إلى صدمة لها وللآخرين، تنوي في البداية رفضه بطريقة لطيفة لكن كاغويا تقنعها بالتفكير بالأمر ومحاولة معرفة المزيد عنه قبل إتخاذ القرار، قررت أن ترد على إعترافه لها دون أن تدرك جهله بأنه إعترف، في النهاية تقرر رفضه، يتعهد يو بتحسين نفسه حتى يكون جديراً بها،ف: 156 وأثناء تخرجها رفضت إعترافه مرة أخرى لكنها أخبرته برغبتها بأن يبقوا أصدقاء، بعد أن قامت بتبديد الإتهامات الكاذبة ضده وإستعادة سمعته.ف: 201-204
قال المؤلف أكاساكا بأنه كان معجب بفتاة أكبر منه عندما كان في المدرسة الثانوية، كما أن تخرجها يمكن أن يولد قصة مثيرة للإهتمام لشخصية يو.

### كارين كينو وإيريكا كوسيه
كارين كينو (紀 かれん، Kino Karen) و إيريكا كوسيه (巨瀬 エリカ، Kose Erika)
أداء صوتي: مادوكا اساهينا [الإنجليزية] (كارين) وأياكا أساي (إيريكا)
زميلات كاغويا، تعملان في نادي الإعلام، معجبتان بمجلس الطلبة لكن ليس لديهم فكرة عمّا يحصل داخله، كارين لديها شعر بني فاتح وهي ابنة الرئيس التنفيذ لشركة نشر كبرى تقضي وقتاً طويلاً في تخيل ميكو وكاغويا معاً وتقوم بكتابة مانغا عنهما والتي لم تريها إلا لأشخاص محددين،ف: 12 إيريكا لديها شعر أسود، ابنة عائلة تصنع الميسو يقع جل تركيزها على كاغويا.ف: 15
كارين وإيريكا هما محور المانغا الجانبية «لنتحدث عن كاغويا-ساما».